# Garfield in der Wildnis
Garfield in der Wildnis (Originaltitel: Garfield in the Rough) ist ein ursprünglich für den amerikanischen Fernsehsender CBS produzierter Zeichentrickfilm aus dem Jahre 1984, der auf der von Jim Davis geschriebenen und gezeichneten Comic-Serie Garfield basiert.

## Story
Jon Arbuckle und seine Haustiere Garfield und Odie langweilen sich furchtbar, weshalb sie beschließen, zu verreisen. Leider versteht das nette Herrchen etwas anderes unter einem Traumurlaub als Hund und Kater, weshalb sie in einem Wildpark am Woebegone-See zelten. Garfield hat schon nach dem viel zu kleinen Zelt und der mangelnden Lasagne Sehnsucht nach Zuhause, wovon ihn auch ein nettes Lagerfeuerlied nicht ablenken kann. Doch die Gefahr ist noch größer, da Garfield von Hase Billy und Biber Dicky erfährt, dass sich in dem Gebiet ein schwarzer Panther herumtreibt, der aus dem Zoo ausgebrochen ist. Als die Bestie John und Odie angreift, kann Garfield sich nicht beherrschen und springt dem Panther auf den Rücken. Die wahren Retter in der Not sind jedoch die Ranger, die den Panther mit einem Betäubungspfeil narkotisieren. Nun können die Freunde beruhigt den Heimweg antreten.

## Lieder
- I wanna get some R and R
- That’s all I need
- So long, old friend (eine Strophe ist in Johns tragbarem Radio zu hören)
- Camping is my life
- The Music of Nature
- I’m afraid

## Weitere Veröffentlichungen
1994 wurde der Film von Fox Home Entertainment erstmals auf VHS veröffentlicht. 2005 erschien er zusammen mit zwei weiteren Garfield-Filmen auf der DVD Garfield: Travel Adventures.

## Auszeichnungen
- 1985: Emmy Award – Primetime Award for Outstanding Animated Program